# (72595) 2001 FW7
(72595) 2001 FW7 – planetoida z pasa głównego asteroid okrążająca Słońce w ciągu 4,03 lat w średniej odległości 2,53 j.a. Odkryta 20 marca 2001 roku.